# Enrico di Borgogna
Enrico di Borgogna in francese Henri de Bourgogne "le Damoiseau" (1035 circa – 1070/4) fu l'erede del ducato di Borgogna dal 1059 alla sua morte.

## Origine
Secondo il documento n° LVII del Recueil des chartes de l´abbaye de Saint-Germain-des-Prés era il figlio secondogenito del conte di Charolais e di Langres, duca di Borgogna e anche conte d'Auxerre, Roberto I e di Helie di Semur, figlia di Dalmazio, signore di Semur, come risulta da Le cartulaire de Marcigny-sur-Loire 1045-1144 (Dalmatius pater sancti Hugonis abbatis Cluniacensis et Gaufredi Sinemurensi[s], Andrae levitae, Joceranni et Dalmatii et sororum eorumdem scilicet Materdis, Adalaidae et Ceciliae atque Evellae) e di Aremburga.
Roberto I di Borgogna, come ci conferma l'Actus 9 del Hugonis Floriacensis, Liber qui Modernorum Regum Francorum continet, era il figlio maschio terzogenito del re di Francia e duca di Borgogna, Roberto II e della sua terza moglie, Costanza d'Arles, che ancora secondo Hugonis Floriacensis, Liber qui Modernorum Regum Francorum continet Actus 9, era figlia del conte d'Avignone, conte di Provenza e marchese di Provenza, Guglielmo I e di Adelaide d'Angiò (947 - 1026), figlia del Conte d'Angiò e poi, conte di Nantes e duca di Bretagna, Folco II (sempre secondo Hugonis Floriacensis, Liber qui Modernorum Regum Francorum continet Actus 9, Adelaide era la sorella del conte d'Angiò, Goffredo detto Grisegonelle, figlio di Folco II secondo la Chronica de Gesta Consulum Andegavorum, Chroniques d'Anjou) e di Gerberga (secondo lo storico Maurice Chaume era figlia del Visconte Goffredo d'Orleans).
Fu il nipote del re di Francia, Enrico I.

## Biografia
Tra il 1048 ed il 1049, suo padre, Roberto ripudiò sua madre, Helie, a causa di consanguineità, come si può apprendere da una lettera inviata a papa Leone IX dall'abate di Fécamp (Burgundionum infrunito duce R...abdicatis legitimi thori connumbiis......in inhonestis et consanguinitate fœdatis thalamis); infatti nel documento LIX del Recueil des chartes de l´abbaye de Saint-Germain-des-Prés, datato 1053, sua madre, Helie non compare più tra i firmatari del documento, mentre compaiono Enrico ed il fratello primogenito, Ugo (1034-1059). Secondo lo storico francese specializzato nella genealogia dei personaggi dell'Alto Medioevo, Patrick Van Kerrebrouck, dopo essere stata ripudiata, sua madre, Helie si fese monaca col nome di Petronilla.
Ancora secondo Patrick Van Kerrebrouck, nel 1059, suo fratello, Ugo, morì in combattimento, nella guerra contro il conte di Nevers, Guglielmo I ed Enrico divenne l'erede designato del ducato di Borgogna; infatti il monaco e cronista inglese, Orderico Vitale, ce lo cita come primogenito di Roberto, assieme ai fratelli Roberto e Simone
Di lui non si hanno molte notizie, visse all'ombra del padre e morì, tra il 1070 ed il 1074, quindi prima del padre, lasciando erede del titolo di duca di Borgogna, il figlio primogenito, Ugo; ma il padre Roberto I decise di lasciare il ducato al figlio terzogenito, anche lui di nome Roberto, e, alla morte di Roberto I, Ugo sconfisse gli zii, Roberto e Simone e li allontanò dal ducato.

## Matrimonio e discendenza
Nel 1056,sposò Sibilla di Barcellona(ca. 1035- dopo il 6 luglio 1074), che secondo lo storico Szabolcs de Vajay, era figlia del conte di Barcellona, Gerona e Osona, Berengario Raimondo I e della moglie (come risulta dalle Europäische Stammtafeln, vol II, 58 -non consultate-), Guisla de Lluçà, figlia del vicario di Balsareny il Signore di Lluça e Villanova, Sunifredo II e di sua moglie, Ermesinda di Balsareny.
Enrico da Sibilla di Barcellona ebbe sette figli:
- Ugo I di Borgogna[14](1057-1093), duca di Borgogna[9]
- Oddone I di Borgogna[14] (1058-1103), duca di Borgogna[9]
- Roberto[14] vescovo di Langres (1059-1111)[12]
- Helie (ca. 1061 - dopo il 1084), fu una monaca[13]
- Beatrice (b.1063), che sposò Guido I, conte di Vignory, come risulta dal documento n° V del Cartulaire du Prieuré de Saint-Etienne de Vignory[15]
- Rinaldo (1065-1092), abate di St. Pierre a Flavigny, come ci conferma il Chronicon Hugonis, monachi Virdunensis et Divionensis abbatis Flaviniacensis, Necrologium (Rainaldus frater ducis abbas Flaviniacensis)[16]
- Enrico (1066-1112) che divenne un vassallo del re di Castiglia, Alfonso VI e signore feudale della contea del Portogallo sposando, nel 1093, la figlia illegittima di Alfonso VI, Teresa di León. Il loro figlio fu Alfonso Henriques, primo re di Portogallo, dal 1139, come ci conferma il documento n° 3533 del Recueil des chartes de l'abbaye de Cluny. Tome 4, della regina Urraca, di incerta datazione, nel periodo in cui era regina di Galizia (1107 circa)[17].

## Ascendenza
|                       |   |                         | Genitori                   |  |  | Nonni |  |  | Bisnonni   |  |  | Trisnonni     |  |
|                       |   |                         |                            |  |  |       |  |  | Ugo Capeto |  |  | Ugo il Grande |  |
|                       |   |                         |                            |  |  |       |  |  | Ugo Capeto |  |  | Ugo il Grande |  |
|                       |   | Edvige di Sassonia      |                            |  |  |       |  |  | Ugo Capeto |  |  |               |  |
| Roberto II di Francia |   |                         |                            |  |  |       |  |  | Ugo Capeto |  |  |               |  |
|                       |   | Adelaide d'Aquitania    | Guglielmo III di Aquitania |  |  |       |  |  |            |  |  |               |  |
|                       |   | Adelaide d'Aquitania    | Guglielmo III di Aquitania |  |  |       |  |  |            |  |  |               |  |
|                       |   | Adelaide d'Aquitania    | Adele di Normandia         |  |  |       |  |  |            |  |  |               |  |
| Roberto I di Borgogna |   | Adelaide d'Aquitania    |                            |  |  |       |  |  |            |  |  |               |  |
|                       |   | Guglielmo I di Provenza | Bosone II di Provenza      |  |  |       |  |  |            |  |  |               |  |
|                       |   | Guglielmo I di Provenza | Bosone II di Provenza      |  |  |       |  |  |            |  |  |               |  |
|                       |   | Guglielmo I di Provenza | Costanza di Provenza       |  |  |       |  |  |            |  |  |               |  |
| Costanza d'Arles      |   | Guglielmo I di Provenza |                            |  |  |       |  |  |            |  |  |               |  |
|                       |   | Adelaide d'Angiò        | Folco II d'Angiò           |  |  |       |  |  |            |  |  |               |  |
|                       |   | Adelaide d'Angiò        | Folco II d'Angiò           |  |  |       |  |  |            |  |  |               |  |
|                       |   | Adelaide d'Angiò        | Gerberga                   |  |  |       |  |  |            |  |  |               |  |
| Enrico di Borgogna    |   | Adelaide d'Angiò        |                            |  |  |       |  |  |            |  |  |               |  |
|                       | … | …                       |                            |  |  |       |  |  |            |  |  |               |  |
|                       | … | …                       |                            |  |  |       |  |  |            |  |  |               |  |
|                       | … | …                       |                            |  |  |       |  |  |            |  |  |               |  |
| Dalmazio di Semur     | … |                         |                            |  |  |       |  |  |            |  |  |               |  |
|                       |   | …                       | …                          |  |  |       |  |  |            |  |  |               |  |
|                       |   | …                       | …                          |  |  |       |  |  |            |  |  |               |  |
|                       |   | …                       | …                          |  |  |       |  |  |            |  |  |               |  |
| Hélie de Semur        |   | …                       |                            |  |  |       |  |  |            |  |  |               |  |
|                       |   | …                       | …                          |  |  |       |  |  |            |  |  |               |  |
|                       |   | …                       | …                          |  |  |       |  |  |            |  |  |               |  |
|                       |   | …                       | …                          |  |  |       |  |  |            |  |  |               |  |
| Aremburga             |   | …                       |                            |  |  |       |  |  |            |  |  |               |  |
|                       |   | …                       | …                          |  |  |       |  |  |            |  |  |               |  |
|                       |   | …                       | …                          |  |  |       |  |  |            |  |  |               |  |
|                       |   | …                       | …                          |  |  |       |  |  |            |  |  |               |  |
|                       |   | …                       |                            |  |  |       |  |  |            |  |  |               |  |

### Fonti primarie
- (LA)  Chroniques des comtes d'Anjou.
- (LA)  Saeculum XII. Orderici Vitalis,... Historia ecclesiastica.
- (LA)  Monumenta Germaniae Historica, Scriptores, tomus VIII.
- (LA)  Monumenta Germaniae Historica, Scriptores, tomus IX.
- (LA)  Recueil des chartes de l´abbaye de Saint-Germain-des-Prés, tome I.
- (LA)  Patrologiæ cursus completus, Series Latina, Vol. 143.
- (LA)  Chroniques des Comtes d´Anjou et des Seigneurs d´Amboise (Paris).
- (LA)  Chronicon Santi Maxentii Pictavinis, Chroniques des Eglises d´Anjou.
- (LA)  Chronique de l'abbaye de Saint-Bénigne de Dijon.
- (LA)  Cartulaire du Prieuré de Saint-Etienne de Vignory.
- (LA)  Recueil des chartes de l'abbaye de Cluny. Tome 4 .

### Letteratura storiografica
- Louis Halphen, "La Francia dell'XI secolo", cap. XXIV, vol. II (L'espansione islamica e la nascita dell'Europa feudale) della Storia del Mondo Medievale, 1999, pp. 770–806.